# Ишка вас
Ишка вас (на словенски: Iška vas) е село в Словения, регион Средна Словения, община Иг. Според Националната статистическа служба на Република Словения през 2015 г. селото има 420 жители.